# Chroicocephalus saundersi
Il gabbiano di Saunders (Chroicocephalus saundersi Swinhoe, 1871) è un uccello marino della famiglia dei Laridi originario delle regioni costiere della Cina orientale. Talvolta classificato in un genere a sé, Saundersilarus, il suo nome comune commemora l'ornitologo britannico Howard Saunders.

## Descrizione

### Dimensioni
Misura 29-33 cm di lunghezza, per un peso di 170-220 g; l'apertura alare è di 85-91 cm.

### Aspetto
Negli uccelli adulti, la testa e la nuca sono neri, ad eccezione di una piccola mezzaluna bianca che contorna la parte superiore e inferiore della parte posteriore dell'occhio. Il dorso e le copritrici superiori sono di colore blu-grigio e le primarie esterne sono bianche con le estremità nere. Le primarie interne sono prevalentemente nere e formano una macchia molto caratteristica sul lato inferiore dell'ala, appena sotto il polso. Le secondarie sono quasi interamente bianche. Il becco è nero. Le zampe e i piedi sono rossastri. L'iride è di colore marrone scuro.
Quando non indossano il piumaggio nuziale, gli adulti hanno una testa bianca con dei segni grigi sul collo, nonché una macchia nera davanti e dietro l'occhio. Il gabbiano di Saunders è più o meno simile al gabbianello (Hydrocoloeus minutus), nonostante presenti dimensioni maggiori e disegni differenti sulla parte superiore e inferiore delle ali. Il disegno delle ali è identico a quello del gabbiano comune (Chroicocephalus ridibundus). Tuttavia, ha il becco più corto, più tozzo e più nero. È quasi identico al gabbiano di Bonaparte (C. philadelphia), ma il gabbiano di Saunders presenta un becco nettamente più robusto.

## Biologia
Non possediamo informazioni precise sugli spostamenti dei gabbiani di Saunders. In inverno, questi uccelli vengono avvistati in Corea del Sud e nel sud del Giappone, nella Cina orientale, a Taiwan, Hong Kong, Hainan e nel Tonchino, vale a dire a est e a sud del loro areale di nidificazione. I principali quartieri invernali sono situati in Giappone, a Hong Kong e nel nord del Vietnam. Più di 200 coppie sono state avvistate nel delta del fiume Rosso, non lontano da Hanoi. 30 coppie svernano sull'isola di Taiwan.

### Alimentazione
Generalmente i gabbiani di Saunders vanno in cerca di cibo nelle distese di fango costiere, nutrendosi dei piccoli organismi che si spostano a seconda dell'andamento delle maree. Handbook of the Birds of the World non descrive in dettaglio il menu di questa specie, ma probabilmente questo è costituito da gamberetti. Secondo ARKive, questi palmipedi di medie dimensioni pescano e afferrano le loro prede volando a bassa altezza sul mare, generalmente a circa 10 metri, per poi tuffarsi rapidamente. Secondo la stessa fonte, catturano ghiozzi, granchi, pesci e vermi. Praticano anche il cleptoparassitismo, costringendo altri uccelli predatori a rigurgitare le loro vittime per rubarle. I gabbiani di Saunders sono deboli nuotatori, quindi trascorrono gran parte del tempo sulla spiaggia, aspettando che il cibo arrivi loro con la marea.

### Riproduzione
La nidificazione di questo uccello non è stata praticamente mai studiata; ciononostante, abbiamo a disposizione alcune informazioni al riguardo.
I gabbiani di Saunders si riproducono in colonie, situate sempre in paludi salmastre nei pressi della costa. Ciascuna covata contiene in media 3 uova (da 1 a 6). Quando si trovano covate composte da 5 o 6 uova ci troviamo probabilmente di fronte a due femmine associate che dividono tra loro le responsabilità parentali all'interno di uno stesso nido. La formazione di coppie unisessuali è senza dubbio una conseguenza della contaminazione dei siti da parte degli agenti chimici.
Handbook of the Birds of the World non afferma altro riguardo alle abitudini riproduttive. La durata di incubazione, quella del soggiorno nel nido e la data dell'involo sono sconosciute.
In circostanze normali, questi gabbiani depongono 2 o 3 uova che, secondo ARKive, vengono covate per 22 giorni.

## Distribuzione e habitat
I gabbiani di Saunders vivono quasi esclusivamente lungo le coste e nei cordoni litoranei. Occasionalmente, si possono osservare anche in specchi d'acqua dolce, non lontani dall'oceano. Questi uccelli nidificano nelle zone umide vicino alla costa, preferendo questo tipo di terreno di nidificazione agli habitat situati nell'entroterra. Tuttavia, si ritiene che in passato i gabbiani di Saunders nidificassero lungo i laghi o gli stagni dell'entroterra.
I gabbiani di Saunders nidificano lungo la costa orientale della Cina, dal Liaoning al Jiangsu, passando per l'Hebei e lo Shandong, vale a dire lungo le rive del mar Giallo. Sporadicamente, si riproducono anche lungo la costa occidentale della Corea. Svernano in Corea del Sud e nel sud del Giappone (Kyushu e sud dell'isola principale di Honshu). Dalla Corea migrano fino all'isola di Hainan e al nord del Vietnam.
Questa specie è monotipica, cioè non è divisa in sottospecie.

## Conservazione
Attualmente, il gabbiano di Saunders viene classificato come «vulnerabile», ma fino al 2000 veniva considerato «in pericolo». La popolazione totale viene stimata sulle 21.000-22.000 unità. Durante il periodo di nidificazione, i gabbiani di Saunders si distribuiscono in sette colonie situate unicamente nelle province cinesi di Liaoning, Hebei, Shandong (2 colonie) e Jiangsu (2 colonie).
Le attività industriali, come l'estrazione del petrolio, ne stanno distruggendo l'habitat. I contadini raccolgono le uova e distruggono le covate. Le covate sostitutive rendono i nidiacei vulnerabili ai tifoni della tarda primavera. Le colonie situate in prossimità dei villaggi sono minacciate da disturbi antropici che portano talvolta all'abbandono dei siti.
Se non verranno prese misure di protezione nel giro di pochi anni, la specie rischia di scomparire entro la fine del secolo.